# Klaas Koster (kunstschilder)
Klaas Koster (Schellinkhout, 13 januari 1885 – Hilversum, 8 januari 1969) was een Nederlands kunstschilder.

## Biografie
Koster was een zoon van Dirk Koster (1855-1935) en Geertje Lakeman. Hij trouwde in 1920 met Bertha Jacoba Gottliebe barones thoe Schwartzenberg en Hohenlansberg (1891-1993) die hij ook les had gegeven. 
Hij volgde zijn opleiding in Amsterdam aan de Rijksnormaalschool voor Teekenonderwijzers van 1904 tot 1906 (waar hij les kreeg van Jan Visser en Willem Molkenboer) en de Academie van Beeldende Kunsten (Amsterdam) van 1906 tot 1910 (waar hij Pieter Dupont als leraar had), en te München aan de Königliche Akademie (met als docenten Martin Feuerstein en Carl von Marr). Hij schilderde vooral portretten, zelfportretten, stadsgezichten, kustgezichten, stillevens en landschappen. Hoewel kunstschilder ontwierp hij ook rond 1920 zijn eigen woonhuis aan de Javalaan 44 in Hilversum.
Koster was lid van verschillende kunstenaarsverenigingen: Arti et Amicitiae, Sint Lucas, Kunstenaarsvereniging Laren-Blaricum en van de Vereniging van Beeldende Kunstenaars (Hilversum).
- Biografisch Portaal: 79356485
- Gemeinsame Normdatei: 1079671544
- RKD-Nederlands Instituut voor Kunstgeschiedenis: 46057
- Virtual International Authority File: 121144928757854441013